# Дарко Перић
Дарко Перић (Кладово, 25. март 1977) српски је глумац. Познат је по улози Хелсинкија у серији Кућа од папира.

## Младост
Рођен у Кладову, малом пограничном граду у источној Србији, Дарко је показао интересовање за уметничку сцену од најранијег доба. Први пут на позорници био је када га је кубанска певачица позвала на позорницу да пева Гвантанамеру . За шестогодишњег дечака из Србије ово је било изванредно прво искуство које му је променило живот. Од тог тренутка је наступао у свакој представи у школи.
Године 1991, на почетку југословенских ратова, његови снови о одласку у школу анимације у Загребу су прекинути. Његови родитељи су одлучили да се за њиховог сина постави нови пут; требало је да постане доктор. Дарко је затим послат у ветеринарску школу у Букурешту, где поново открива своју страст за биоскоп и позориште, захваљујући својим студентским пријатељима на Румунској филмској академији. За то време комбиновао је студије медицине са својом страсти према филмском стваралаштву у различитим студентским кратким филмовима.
Године 1994. преселио се у Темишвар, где је наставио студије медицине и магијски свет позоришта уживо. Након 6 година боравка у румунском мултикултуралном граду, завршио је студије и дипломирао ветеринарску медицину са почастима. Током боравка у Темишвару такође се укључио у локалну хардкор и панк сцену, певајући у групама и организујући догађаје у локалном културном центру где је упознао многе међународне уметнике. Гладан да учи и увек је узбуђен што се састаје и ради са новим људима, то је инспирисало Дарка да се пресели у Берлин. Наставио је да снима кратке филмове и глуми у разним пројектима. Није изненађујуће да је за то време био повезан са многим утицајним људима из целог света. До данас њихова страст и пријатељство изазивају и настављају да га инспиришу.

## Каријера
Године 2004. преселио се у Барселону, град који му је дао прилику да настави свој филмски рад. Својим непоколебљивим духом и страстима за животом, Дарко је брзо бачен у различите делове који укључују улоге на локалној ТВ3 (Каталонија) где је бачен у свој први велики посао у шпанској серији "Крематорио" за Канал плус 2010. године. Након тога, наставља да ради у Мадриду у различитим продукцијама, од различитих серија до играних филмова. У 2015. години наступио је у “Савршеном дану” у режији Фернанда Леона де Араноа са Бенисио дел Торо, Тим Робинсом и Олгом Куриленко.
Године 2016. је глумио за шпанску серију за Атресмедиа “Мар де пластико” где је играо улогу “Осо”, украјинског гангстера и главног зликовца у серији. Ова улога мења његову каријеру и даје му већу видљивост у шпанској филмској индустрији.
Дарко Перић је 2017. добио улогу Хелсинкија у серији “Кућа од папира“. Серија коју је створио Алек Пина, серија је првобитно продуцирала Атресмедиа до 2016. године, када је Нетфликс стекао права да емитује серију и дистрибуира је кроз њихову услугу стриминга широм света. Кућа од папира је постао најуспешнија Нетфликсова продукција, а 2018. шпанска серија је освојила у категорији најбоља драма на 46. годишњој међународној награди Еми .
У лето 2019. Дарко је почео снимати трећу сезону Куће од папира.

## Лични живот
Дарко подучава Чи кунг широм света у мастеркласовима под називом “Чи кунг, физичка и ментална припрема за глумце”.
Има велику страст према кошарци.